# Moulay (comune)
Moulay è un comune francese di 1 016 abitanti situato nel dipartimento della Mayenne nella regione dei Paesi della Loira.

## Società

### Evoluzione demografica
Abitanti censiti